# Back from the Dead (мікстейп)
Back from the Dead — мікстейп американського репера Chief Keef, виданий для безкоштовного завантаження 12 березня 2012 р. Через два дні реліз з'явився на iTunes. Гости: DJ Victoriouz, DJ Moondawg. Наразі мікстейп має двічі платиновий статус на DatPiff (за критеріями сайту), його завантажили понад 667 тис. разів.
Трек «I Don't Like» пізніше з'явився на дебютному студійному альбомі Finally Rich. Її офіційний ремікс з участю Каньє Веста, Pusha T, Big Sean та Jadakiss увійшов до компіляції Cruel Summer. 31 жовтня 2014 вийшов сиквел Back from the Dead 2.

## Список пісень
| #   | Назва                                         | Продюсер   | Тривалість |
| --- | --------------------------------------------- | ---------- | ---------- |
| 1.  | «Monster»                                     | Young Chop | 3:35       |
| 2.  | «My Niggas» (з участю SD)                     | Young Chop | 3:56       |
| 3.  | «Sosa»                                        | Young Chop | 3:20       |
| 4.  | «Winnin'» (з участю King Louie)               | Young Chop | 3:58       |
| 5.  | «I Don't Like» (з участю Lil Reese)           | Young Chop | 5:21       |
| 6.  | «True Religion Fein» (з участю Yale Lucciani) | Young Chop | 4:00       |
| 7.  | «Designer»                                    | Young Chop | 2:22       |
| 8.  | «I Don't Know Dem»                            | Young Chop | 4:15       |
| 9.  | «Everyday»                                    | Young Chop | 3:29       |
| 10. | «Trust None» (з участю Johnny Maycash)        |            | 2:48       |
| 11. | «Save That Shit»                              | Young Chop | 2:04       |
| 12. | «3hunna (Remix)» (з участю Soulja Boy)        | Young Chop | 3:34       |